# Eureka (Missouri)
Eureka és una població dels Estats Units a l'estat de Missouri. Segons el cens del 2000 tenia 7.676 habitants.

## Demografia
Segons el cens del 2000, Eureka tenia 7.676 habitants, 2.487 habitatges, i 2.064 famílies. La densitat de població era de 294,9 habitants per km².
Dels 2.487 habitatges en un 0% hi vivien nens de menys de 18 anys, en un 71,6% hi vivien parelles casades, en un 8,2% dones solteres, i en un 17% no eren unitats familiars. En el 13,8% dels habitatges hi vivien persones soles el 4,3% de les quals corresponia a persones de 65 anys o més que vivien soles. El nombre mitjà de persones vivint en cada habitatge era de 2,98 i el nombre mitjà de persones que vivien en cada família era de 3,3.
Per edats la població es repartia de la següent manera: un 31,9% tenia menys de 18 anys, un 5,7% entre 18 i 24, un 34,4% entre 25 i 44, un 19,5% de 45 a 60 i un 8,5% 65 anys o més.
L'edat mediana era de 34 anys. Per cada 100 dones de 18 o més anys hi havia 89,6 homes.
La renda mediana per habitatge era de 74.301 $ i la renda mediana per família de 80.625 $. Els homes tenien una renda mediana de 51.799 $ mentre que les dones 33.269 $. La renda per capita de la població era de 27.553 $. Entorn de l'1,3% de les famílies i el 2,2% de la població estaven per davall del llindar de pobresa.

## Poblacions més properes
El següent diagrama mostra les poblacions més properes.